# Gabriella Luccioli
Maria Gabriella Luccioli (Terni, 17 maggio 1940) è una magistrata italiana, prima donna a essere nominata Presidente di sezione presso la Corte di Cassazione nel 2008.

## Biografia
Gabriella Luccioli nasce a Terni, in Umbria, e frequenta il liceo classico a Spoleto. Terminati gli studi s'iscrive all'Università La Sapienza di Roma presso la facoltà di Giurisprudenza dove, nel novembre 1962, si laurea con 110 e lode. A quei tempi non era permesso alle donne di entrare in magistratura ma, grazie alla legge 9 febbraio 1963, n. 66 le cose cambiano e nel maggio del 1963 viene indetto un concorso per entrambi i sessi. Lei è una delle otto donne che riesce a superarlo e il 5 aprile 1965 viene nominata, insieme alle altre sette vincitrici, uditrice giudiziaria.
Nel marzo 1966 si trasferisce in Toscana perché ottiene il suo primo incarico come uditore giudiziario, presso il Tribunale di Montepulciano. Pochi mesi dopo, nel dicembre 1966, rientra a Roma a seguito della nomina come pretore, prima alla quinta e poi alla prima sezione civile. Sedici anni dopo, nel 1982, viene nominata consigliera presso la Corte di Appello della capitale, incarico che mantiene fino al 1988. 
Nel marzo 1988 inizia la sua carriera alla Corte suprema di Cassazione e viene nominata prima magistrato di appello applicato al Massimario della Corte Suprema di Cassazione, e due anni dopo, nel settembre 1990, consigliera e assegnata alla prima sezione civile. Da anni opera per una più equa presenza femminile nelle cariche della magistratura e nel dicembre 1990, insieme ad altre magistrate, dà vita all'Associazione Donne Magistrato Italiane. Nel settembre 1996 è collocata fuori ruolo, con un intervallo di alcuni mesi, e assegnata al Ministero della giustizia, con funzioni di direttore dell'Ufficio Primo dell'Organizzazione Giudiziaria. Nel giugno 1997 viene richiamata in ruolo e nuovamente assegnata alla prima sezione civile della Corte Suprema di Cassazione.
Il 7 febbraio 2008 diventa la prima donna a essere nominata presidente di sezione della Corte di Cassazione con delibera del Consiglio Superiore della Magistratura e il 3 marzo 2008 diventa operativa come presidente della prima sezione civile, occupandosi soprattutto di diritto di famiglia. Il 1º ottobre 2011 è la prima donna a essere nominata presidente titolare della prima sezione civile.
Nella sua carriera alla Corte di Cassazione ha lasciato un'impronta decisiva con due sentenze divenute famose. La prima fu la sentenza n. 21748 del 16 ottobre 2007, relativa all'alimentazione e idratazione forzata di Eluana Englaro, nella quale si sancì l'autodeterminazione terapeutica per i malati terminali. La seconda fu la sentenza n. 601 dell'11 gennaio 2013 in cui difese l'affidamento dei minori alle coppie omosessuali.

## Opere
- AA. VV., L'evoluzione giurisprudenziale nelle decisioni della Corte di Cassazione, Volume 7, Giuffrè Editore, 2013, ISBN 9788814180422.
- Gabriella Luccioli, Diario di una giudice -  I miei cinquant'anni in magistratura, Forum editrice universitaria udinese, 2017.
- Dignità della persona e fine della vita, Bari, Cacucci editore, 2022, ISBN 9791259651204, OCLC 1351846464.